# Chiesa dei Cappuccini (Loano)
La chiesa di Santa Maria Immacolata e il convento dei frati cappuccini sono due luoghi di culto cattolici situati nel comune di Loano, in via dei Gazzi, in provincia di Savona. La chiesa è sede della parrocchia di Santa Maria Immacolata del vicariato di Loano della diocesi di Albenga-Imperia.

## Storia

### Il primo convento
Fu padre Angelo da Sestri Ponente il promotore di un nuovo edificio conventuale dei frati cappuccini a Loano dopo una sua visita nel 1609 nel borgo amministrato dalla famiglia Doria. Lo stesso principe-conte acconsentì alla proposta del cappuccino genovese che, tra l'altro, fu accettata anche dal Capitolo Provinciale: già nel 1611 alcuni fratelli dell'ordine si stanziarono quindi all'interno della già esistente chiesa di Nostra Signora di Loreto, nella zona portuale del nuovo borgo loanese, dove era prevista nelle vicinanze la costruzione del nuovo complesso.
Tuttavia, forse per l'opposizione delle altre congregazioni religiose presenti nel territorio, l'opera di edificazione subì un lungo arresto che perdurò per oltre trent'anni. Solamente nel 1646, dopo l'interdizione nel 1642 da parte della curia vescovile di Albenga che costrinse all'allontanamento dei frati dalla chiesa del porto, gli ordini degli Agostiniani (Loano), dei Minimi (Borghetto Santo Spirito), i Carmelitani e i Minori di Pietra Ligure e i Domenicani di Finale Ligure acconsentirono che nel territorio loanese si stanziassero stabilmente con un loro convento i frati cappuccini.
Il 27 marzo 1650, nella località denominata le Gazzelle, poco fuori dal borgo storico, alla presenza del vescovo ingauno Pier Francesco Costa (1594-1654) presero il via i lavori di edificazione del nuovo complesso conventuale che complessivamente terminarono intorno al 1674.
La gestione del convento e dell'annessa chiesa procedette senza problemi nei due secoli successivi e con la nuova dominazione napoleonica di fine XVIII secolo il complesso subì le prime fasi di chiusura e cambi di destinazione d'uso: tra questi la conversione ad ospedale militare fino ad un primo allontanamento nel settembre 1810 con la soppressione degli ordini religiosi. Affidato lo stabile al clero secolare nel 1811, solamente con la caduta di Napoleone e del Primo Impero francese (1814) i frati cappuccini poterono far ritorno nel loro complesso conventuale dal 2 giugno 1816.
Con l'avvento del nuovo Regno d'Italia la civica amministrazione di Loano, nel 1862, promosse la conversione del convento a scuola elementare, ma una spontanea petizione popolare di 555 firme di capifamiglia loanesi ne sospese temporaneamente fino al 1864 l'ormai decisa conversione d'uso. Trasferiti i beni e gli arredi sacri nel vicino complesso conventuale di Sant'Agostino, lo stabile dei frati cappuccini fu messo all'asta. Questa fu vinta da Giovanni Battista Valerga per conto dell'ordine, ma il tribunale di Finalborgo affidò definitivamente l'intero complesso al Comune di Loano.
La vecchia struttura, usata come asilo-scuola elementare e poi come teatro civico, nel 1966 venne demolita in favore di una nuova piazza pubblica.

### L'attuale complesso
Privi di una sede stabile i frati, temporaneamente ospitati nella chiesa di Nostra Signora di Loreto, furono nel 1870 autorizzati dall'ordine nel compiere tutti gli atti giuridici per l'edificazione di un nuovo complesso conventuale. Grazie alla donazione di un terreno da parte di Sua Beatitudine Mons. Giuseppe Valerga, Patriarca latino di Gerusalemme, nel 1873 incominciarono i lavori di costruzione dell'attuale convento ad ovest del centro storico loanese.

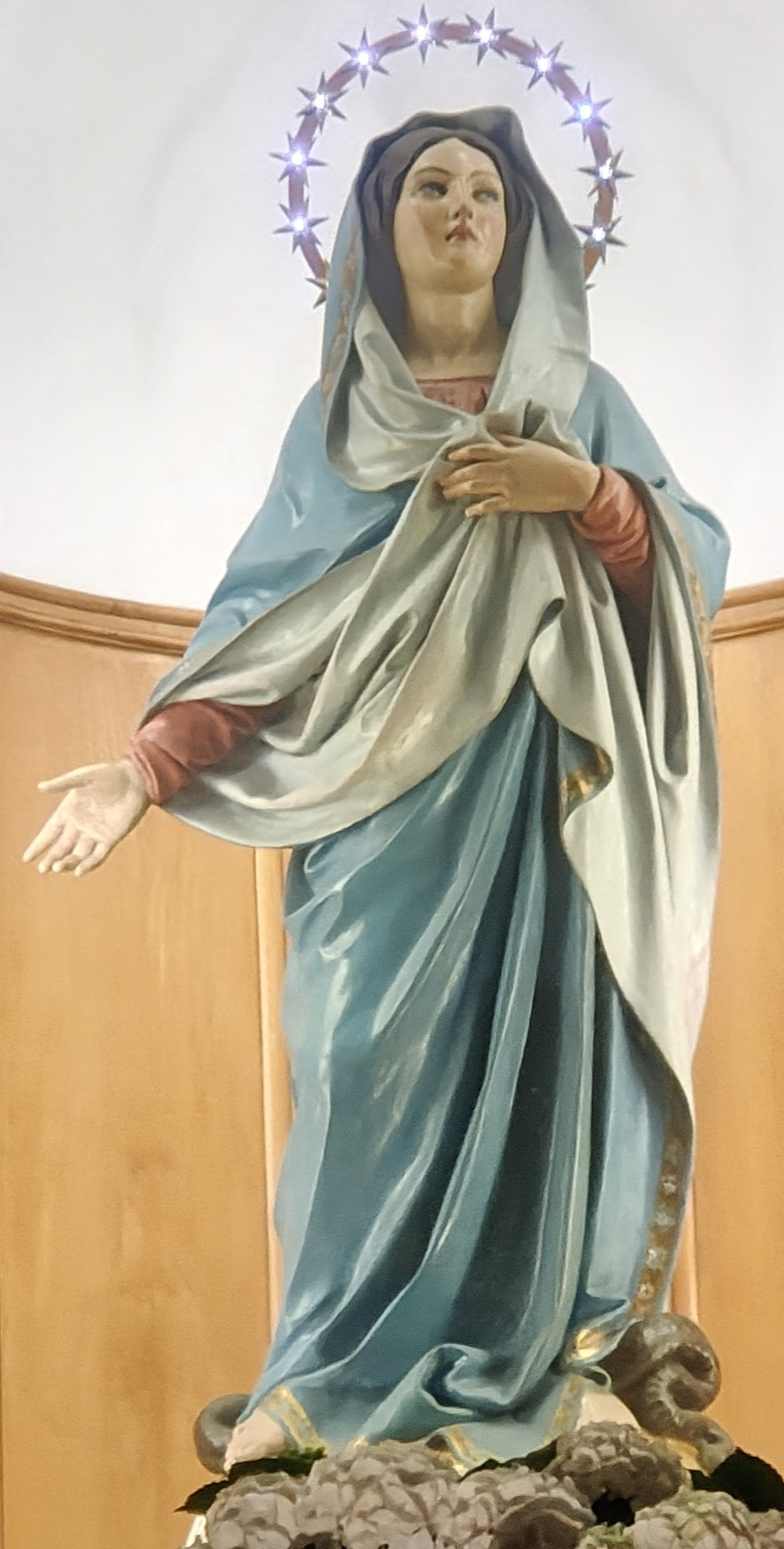
Santa Maria Immacolata, dello scultore Salvatore Revello (1816-1859), posta sopra l'altare principale della chiesa loanese

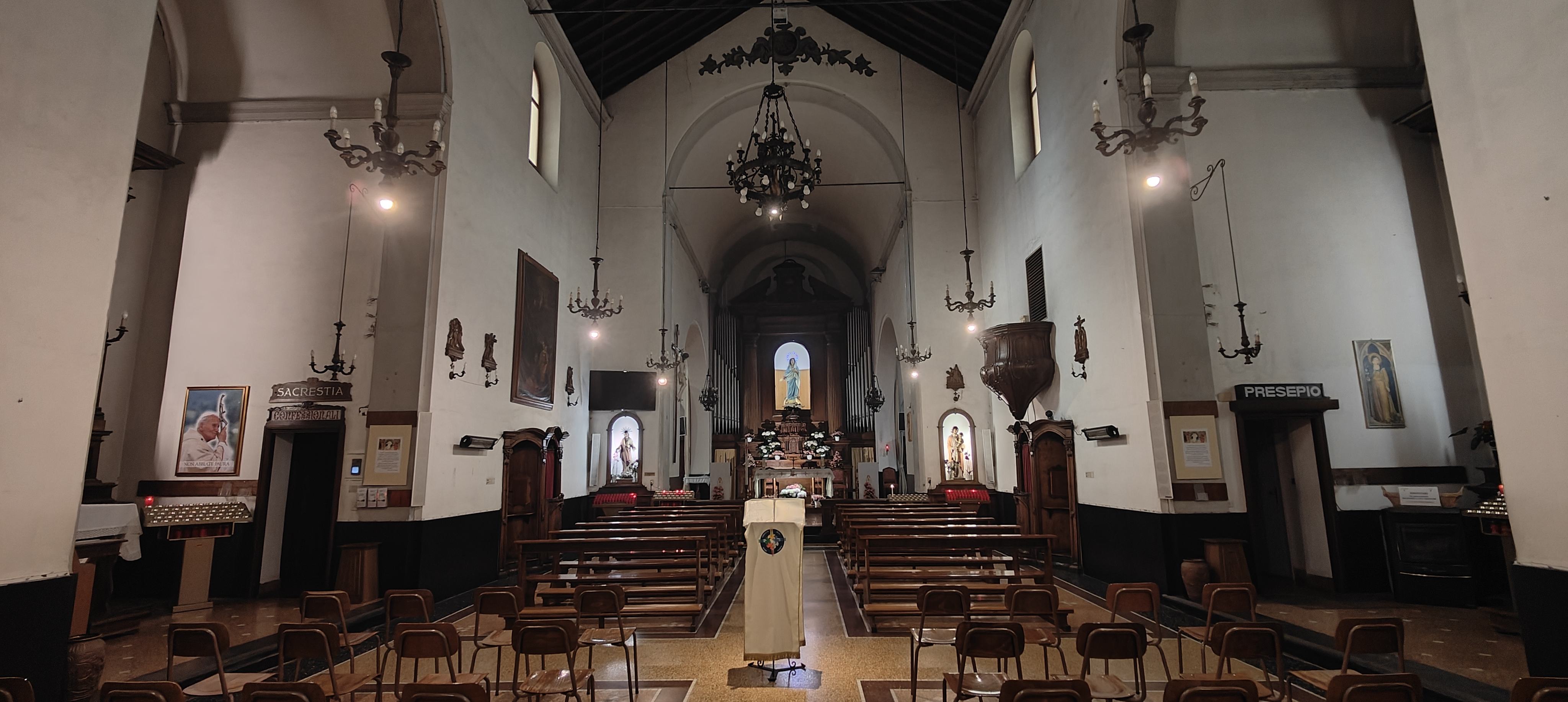
Santa Maria Immacolata di Loano, interni

Un complesso che già nel 1874 si poté definire terminato con la benedizione e la consacrazione il 22 novembre della chiesa - intitolata a Santa Maria Immacolata - e di alcune celle dei frati; tra il 1875 e il 1877 si portò al compimento della costruzione di altri due piani del convento. All'interno della chiesa si venera la statua della Madonna Immacolata che, proveniente dal complesso precedente, nel 1864 avrebbe mosso gli occhi e lacrimato mentre le leggi anticlericali piemontesi costringevano i Cappuccini a lasciare Loano. Una statua simile, opera come la prima dello scultore taggese Salvatore Revelli (1816-1859), si trova nel santuario della Madonna Miracolosa di Taggia, e avrebbe ripetutamente mosso gli occhi nel 1855 e in epoche successive.
Nel 1971, su progetto dell'architetto Pier Paolo Bonora, furono intrapresi nuovi lavori di ampliamento della chiesa.